# Aristides Quintilianus
Aristides Quintilianus (görögül: Ἀριστείδης Κοϊντιλιανός, Ariszteidész) (2. század) görög író.

## Élete
Elgörögösödött római család sarja volt. A zenéről írott könyve (Peri muszikész) révén vált híressé, ebben a ritmusról, a zene nevelő hatásáról és a természethez való viszonyáról szólt. Számos forrásból merített, a műhöz hangjegymelléklet is tartozik.